# 1854 Skvortsov
1854 Skvortsov eller 1968 UE1 är en asteroid i huvudbältet som upptäcktes den 22 oktober 1968 av den ryska astronomen Tamara Smirnova vid Krims astrofysiska observatorium på Krim. Den har fått sitt namn efter astronomen Evgenij F. Skvortsov.
Asteroiden har en diameter på ungefär 9 kilometer.